# Ceel Huur
Ceel Huur este un oraș din Somalia.